# Cécile Balavoine
Pour les articles homonymes, voir Balavoine.
Cécile Balavoine est une auteure française née le 8 mai 1973 à Gouvieux, dans l'Oise.

## Biographie
Passionnée par Mozart dès l'âge de 9 ans - sujet de son premier roman -, elle étudie l'allemand à Salzbourg puis la littérature française à New York University dans le cours de l'écrivain Serge Doubrovsky. À 25 ans, elle s'installe en colocation dans l'appartement new-yorkais de ce dernier, lequel la pousse à écrire - épisode qui lui inspirera plus tard son deuxième roman, sous forme d'autofiction,. Elle retrouve ensuite la France où elle travaille comme journaliste de voyage et enseigne les lettres, notamment à Columbia University in Paris, au Smith College et à Sciences Po Paris. Dans son troisième roman, elle revient dans sa ville d'adoption et évoque un ami de jeunesse, aujourd'hui disparu et devenu entretemps une figure de la nuit new-yorkaise,.

## Publications

### Romans
- Maestro, Mercure de France, 2017  (ISBN 978-2715245440)[1].
- Une fille de passage, Mercure de France, 2020  (ISBN 978-2715254411)[2],[3].
- Au revers de la nuit, Mercure de France, 2023  (ISBN 978-2715261327)[7],[8].

### Essais et recueils
- Le Goût de Salzbourg, recueil de textes, Mercure de France, 2006  (ISBN 978-2715225671).
- Le Goût du piano, recueil de textes, Mercure de France, 2017  (ISBN 2715244339).
- Pourquoi Doubrovsky ?, chapitre « Écrivez-moi Chair Serge », collectif, sous la direction d'Isabelle Grell, éditions Le Bateau ivre, 2018,  (ISBN 979-1092622409)
- Le Goût de Mozart, recueil de textes, Mercure de France, 2022  (ISBN 9782715256835).